# MSV Duisburg
MSV Duisburg je njemački nogometni klub iz Duisburga. Trenutačno se natječe u Regionalligi West. Klub uključuje poznati nogometni odjel, odjel za rukomet, hokej, atletika, tenis, odbojka, judo, gimnastika i šah. 
Boje kluba MSV Duisburg su plava i bijela. Zbog prugaste dresove, tim je poznat kao zebre.

## Klupski uspjesi
- njemačko prvenstvo: doprvak (1): 1963./64.
- Bezirksliga Niederrhein (I): 1929., 1931., 1932.
- 2. Oberliga West (II): 1951.
- Oberliga Nordrhein (III): 1988., 1989.
- 3. Liga (III): 2016./17.
- UEFA Intertoto kup: (3): 1974., 1977., 1978.
- njemački kup: doprvak (4): 1965/1966., 1974/75., 1997./98., 2010./11.

## Zanimljivosti
Duisburg je ostvario najveću ikad pobjedu u gostima u Bundesligi, u sezoni 1965./66., protiv Tasmanije 1900 iz Berlina, porazivši ju s 9:0.

## Poznati igrači
- Slobodan Komljenović
- Ivica Grlić
- Ivica Banović

## Vanjske poveznice
- Službene klupske stranice
- MSV Duisburg na Abseitsu  Arhivirana inačica izvorne stranice od 29. siječnja 2020. (Wayback Machine)
- Klupske statistike  Arhivirana inačica izvorne stranice od 17. svibnja 2008. (Wayback Machine)